# Доржиев, Жигжитжаб Доржиевич
Жигжитжаб Доржиевич Доржиев (бур.  Доржын Жэгжэджаб; 1917―2000) ― советский бурятский учёный-краевед, кандидат исторических наук, Заслуженный работник культуры РСФСР (1967).

## Биография
Родился в 1917 году в улусе Таптанай (на территории современного Дульдургинского района Агинского Бурятского округа Забайкальского края.
Окончил Таптанайскую начальную школу крестьянской молодежи, после этого приехал в поселок Агинское, где начал работать в Агинском аймачном суде секретарем. 
В 1935 году стал победителем секретарского конкурса и был направлен на учебу в Восточно-Сибирскую юридическую школу в городе Иркутск. В 1941 году окончил исторический факультет Читинского педагогического института, был первым бурятом-студентом, поступившим на этот факультет. 
В 1941 году был мобилизован на службу в Военный трибунал Забайкальского военного округа, где прослужил до конца войны. После окончания Великой Отечественной войны работал учителем истории в Агинской средней школе, затем - в Агинском педагогическом училище, а после - заведующим окружным отделом образования.
В 1957 году окончил аспирантуру Уральского государственного университета. Вернувшись на родину с 1957 по 1969 год работал заведующим отдела культуры Агинского Бурятского автономного округа. 
При его содействии были построены и открыты Дома культуры в поселке Агинское в 1961 году, в селах Хара-Шибирь, Ушарбай, Ага-Хангил, Зугалай, Цаган-Оль, музей имени Ленина в поселке Агинское, мемориальный комплекс воинам-землякам, погибшим в годы Великой Отечественной войны. В 1969–1999 годах работал директором Агинского окружного краеведческого музея имени Г.Ц. Цыбикова.
Внес большой вклад в изучении истории родного края, Агинского Бурятского автономного округа.
Доржиев особо занимался изучением жизни и деятельности знаменитого российского ученого-востоковеда, исследователя Тибета Гомбожаба Цыбикова. Именно по ходатайству Доржиева Постановлением Совета Министров РСФСР в 1984 года Агинскому национальному музею было присвоено имя Цыбикова. Потом итогом его огромной исследовательской работы и стала защита диссертации на соискание ученой степени кандидата исторических наук в 1978 году в городе Владивосток. Позднее он написал книги: «В степи Агинской» (1967г), «Путь в Тибет» (1973г.), «Путь ученого» (1973г.), «Гомбожаб Цыбиков», (1990г.).
Умер 15 декабря 2000 года в посёлке Агинское.

## Награды и звания
- Орден Дружбы народов (10 июня 1993) — за большой личный вклад в возрождение и развитие национальной культуры[4].
- Заслуженный работник культуры РСФСР (1967).
- Кандидат исторических наук (1978).
- Почётный гражданин Агинского Бурятского Автономного Округа (1997).